# Asota egeus
Asota egeus là một loài bướm đêm trong họ Erebidae.